# Gliese 667
Gliese 667 is een drievoudige ster in het sterrenbeeld Schorpioen op 23,62 lichtjaar van de Aarde. De kleinste van de drie sterren, Gliese 667 C, heeft een planetenstelsel, waarvan twee planeten, Gliese 667 Cb en Gliese 667 Cc, als bevestigd gelden. Aanvankelijk werd gesteld dat er 6 of 7 planeten rond de ster zouden draaien, waarvan er drie zich in de bewoonbare zone rond de ster zouden bevinden. Dit leidde tot uitgebreide media-aandacht. Die conclusie lijkt echter gebaseerd te zijn op een incorrecte analyse van de data, en dan zijn er slechts twee planeten. Van die twee bevindt dan alleen Gliese 667 Cc zich binnen de bewoonbare zone.